# Кретов, Анатолий Алексеевич
Анато́лий Алексе́евич Кре́тов (13 мая 1948, с. Скородное, Курская область — 29 июля 2020, Белгород) — муниципальный руководитель Губкинского городского округа, Белгородской области (1996—2019).

## Биография
Окончил Белгородский государственный технологический институт строительных материалов по специальности «инженер-строитель». Более 10 лет работал на стройках Курской магнитной аномалии, занимая должности от мастера до начальника строительного управления. Затем — заместитель, первый заместитель председателя исполнительного комитета Старооскольского городского Совета; курировал вопросы капитального строительства, коммунального хозяйства и энергетики, агропромышленного комплекса.
В 1985—1988 годах — второй, затем первый секретарь Губкинского городского комитета КПСС. В 1988—1995 годах — заместитель председателя исполнительного комитета Белгородского областного Совета депутатов; председатель комитета (Фонда) государственного имущества Белгородской области. В 1995—1996 годах — директор по социальному развитию, управлению собственностью и агропромышленному комплексу ОАО «Белэнергомаш».
В январе 1996 года назначен главой местного самоуправления Губкинского городского округа. В последующем избран на этот пост в марте 1996 года, в 1999, 2003, 2009 и 2014 годах. За этот период город Губкин дважды (2000, 2001) занимал второе место, в 2002 году — 1 место во Всероссийском конкурсе «Самый благоустроенный город России». На Всероссийском конкурсе финансового оздоровления экономики России «Золотой рубль» (2002) г. Губкин занял первое место среди городов своей категории.
В 2001—2005 годах — депутат Белгородской областной Думы третьего созыва по Губкинскому сельскому округу № 19, был членом комитета по бюджету, финансам и налоговой политике.
8 сентября 2019 года на дополнительных выборах депутатов Совета депутатов Губкинского городского округа третьего созыва по одномандатному избирательному округу №14 избран депутатом Совета депутатов Губкинского городского округа, в связи с чем сложил полномочия главы округа. Избран Председателем совета депутатов.
29 июля 2020 года скончался. Смерть спровоцирована коронавирусной инфекцией, до этого долгие годы был болен сахарным диабетом. 31 июля 2020 года был похоронен на Каплинском кладбище на аллее почётных граждан в Старооскольском городском округе.

### Семья
Был женат; имел двух дочерей.

## Научная деятельность
После запроса депутата Губкинского горокруга Николая Новикова, 9 октября 2019 года стало известно, что в Министерстве образования и науки Российской Федерации ничего не знают о присуждении учёной степени доктора и учёного звания профессора Анатолию Кретову. После публикации сканов диплома доктора экономических наук и аттестата профессора выяснилось, что они были выданы Кретову автономной некоммерческой организацией «Высший аттестационно-квалификационный комитет», которую зарегистрировали в Москве в январе 1999 года шестеро физических лиц. Организация была ликвидирована по решению суда 15 марта 2012 года.
Член редакционной коллегии Энциклопедии управленческих знаний (раздел «Муниципальная наука»).

## Общественная деятельность
В 2007—2009 годах — президент, затем — председатель наблюдательного совета футбольного клуба «Губкин» (клуб прекратил существование в июне 2013 г. из-за отсутствия финансирования).
С 2013 года — член попечительского совета Белгородского государственного национального исследовательского университета.

## Награды и признание
- Орден «За заслуги перед Отечеством» IV степени (4 октября 2003 года) — за большой вклад в социально-экономическое развитие района и многолетнюю добросовестную работу[14]
- Орден Александра Невского (26 августа 2016 года) — за достигнутые трудовые успехи и многолетнюю добросовестную работу[15]
- Орден Почёта (21 октября 2009 года) — за достигнутые трудовые успехи и многолетнюю плодотворную работу[16]
- Медаль ордена «За заслуги перед Отечеством» II степени (27 декабря 1999 года) — за заслуги перед государством, высокие достижения в производственной деятельности и большой вклад в укрепление дружбы и сотрудничества между народами[17]
- знаки отраслевых министерств Российской Федерации
- знак «Отличник муниципальной службы в Белгородской области»
- медаль «За заслуги перед Землёй Белгородской» I степени
- орден Преподобного Сергия Радонежского III степени (Русская православная церковь)
- Национальная общественная премия имени Петра Великого
- международная награда «Золотой Меркурий»
- Почётный гражданин г. Губкина и Губкинского района (2003)
- лауреат Всероссийского конкурса «Лучший муниципальный служащий» в номинации «Социальная сфера» (2005).
- диплом и памятный знак «За вклад в развитие футбола» Российского футбольного союза (2006)
- второе место в III Всероссийском конкурсе среди муниципальных образований в номинации «Лучший глава муниципального образования» (2008)
- специальный приз конкурса «Открытый муниципалитет» в номинации «Самый открытый глава муниципального образования» (2013)[18]